# 广岛都市学园大学
广岛都市学园大学（英語：Hiroshima Cosmopolitan University）位于广岛县广岛市南区宇品西5丁目13-18，为日本私立大学，1974年建校，2009年设置。

## 沿革
1974年，“广岛都市学园大学”的前身建立。
2009年，广岛都市学园大学正式设置招生。

## 校址
广岛县广岛市南区，广岛市内私立大学唯一看护师养成四年制大学。

## 院系
- 健康科学部
  - 看护学科